# Razès (région)
Pour les articles homonymes, voir Razès.

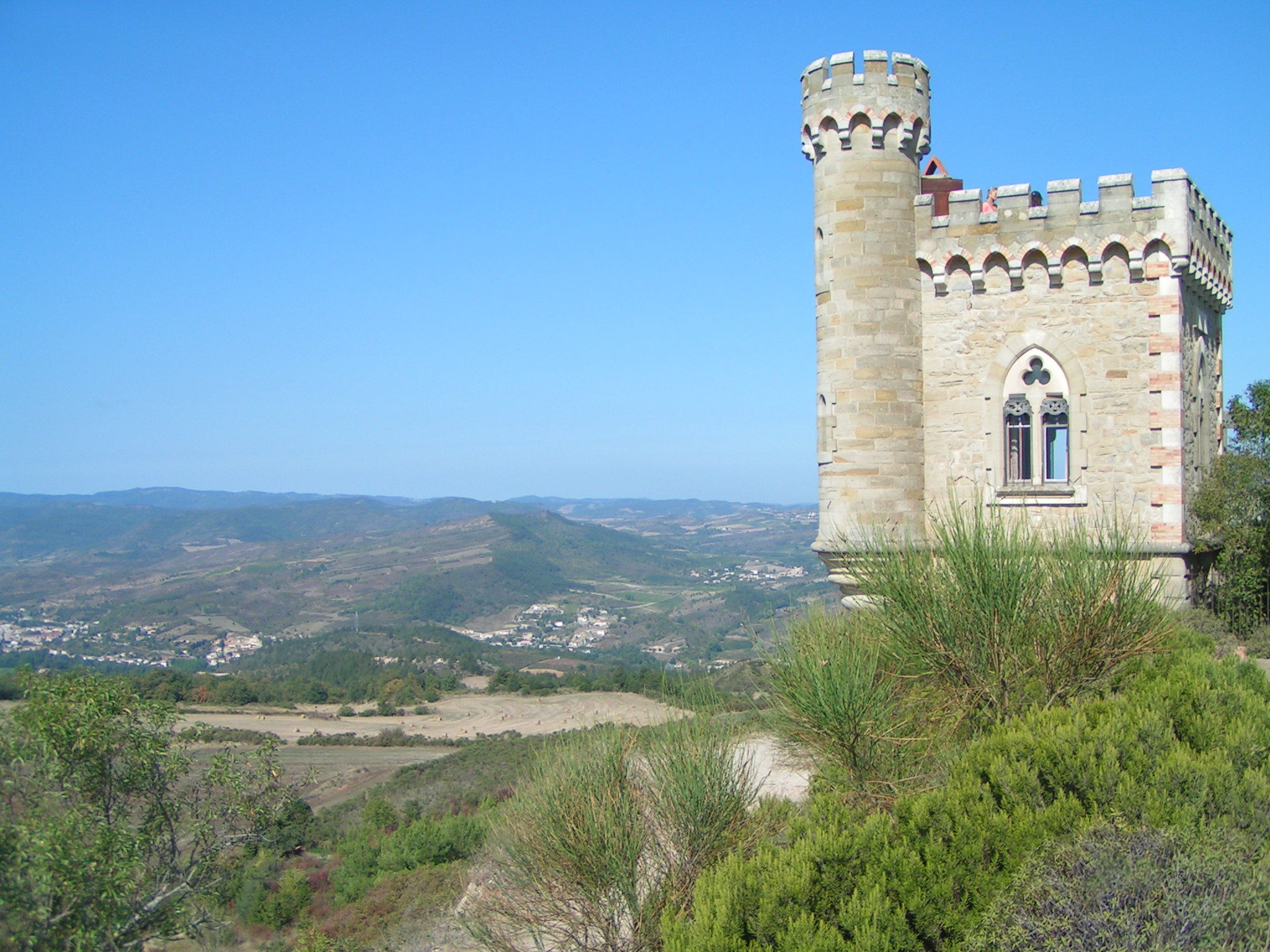
Le Razès vu de Rennes-le-Château.

Le Razès [ʁazɛs] désigne historiquement un ancien pagus ou comté carolingien portant le nom de sa capitale historique : l'oppidum ou cité de Redae (l'actuelle Rennes-le-Château au sud-ouest du département de l'Aude).
Le comté du Razès fut absorbé par la province du Languedoc en 1240, mais subsiste largement dans la toponymie de la région comprise entre Mirepoix et Limoux (Belvèze-du-Razès, Fenouillet-du-Razès, Peyrefitte-du-Razès, Bellegarde-du-Razès, etc.).

## Définition du Razès
Avant le morcellement territorial consécutif aux guerres de la période féodale (Xe et XIe siècles), le Razès englobait les pays de Perapertusès correspondant au district du château de Peyrepertuse, (dans l’actuel département de l'Aude), de  Fenolhedès (à cheval sur l'Aude et les Pyrénées-Orientales), de Capcir (département des Pyrénées-Orientales), de Donezan (département de l'Ariège) et du Pays de Sault (département de l'Aude). Ce vaste territoire pyrénéen correspondant aux bassins supérieurs de l'Aude, de l'Agly et du Verdouble, constitua la partie occidentale du diocèse de Narbonne jusqu'à la création du diocèse d'Alet en 1318. On distingua alors le Haut-Razès ou Razès d'Amont (au sud de la Corneilla et de Limoux), du Bas Razès ou Razès d'Aval qui demeura rattaché au diocèse de Narbonne.

## Histoire

### Origines présomptives du Razès
L'historien Raymond Lizop fait remonter le pagus mérovingien du Razès à une tribu gauloise tributaire des Volques Tectosages, les Redae ou Redonae, dont il trouve la trace dans la toponymie celtique marquée du Razès, à la différence des régions environnantes. Sous la domination romaine, ils auraient constitué le pagus Redensis, avec comme chef-lieu leur ancien oppidum de Redae (Rennes-le-Château).

### L'émergence du Razès au temps des Carolingiens
Le premier acte connu concernant un village du Razès date de 779. Résumé dans l'inventaire des actes de l'archevêché de Narbonne, il fait état d'un arrêt prononcé dans cette ville par lequel le lieu de Cailhau est adjugé à l'archevêque au détriment du comte carolingien Milon qui l'avait usurpé. Ce document souligne déjà l'intérêt que les Narbonnais, et en particulier leurs prélats, portent aux localités du Razès et qu'ils allaient le manifester par la suite en maintes occasions. C'est en 788, dans une poésie de l'évêque Théodulf d'Orléans, qu'est mentionné pour la première fois le nom de Rennes-le-Château ("Redas").
En 788, se tient à Narbonne, un important concile au cours duquel Daniel, métropolitain de la province, revendique sur l'évêque d'Elne tout le pays de Razès. Ce dernier est disjoint de l'évêché de Carcassonne et intégré à l'archevêché de Narbonne en 791. Les prélats narbonnais portent désormais le titre d'archevêques de Narbonne et du Razès.

### Les comtes du Razès
Succédant aux envahisseurs musulmans, dont la dernière expédition est conduite par Abd-Al-Malek (ca) en 793, les plus anciens maîtres connus du Razès sont les comtes francs nommés par Charlemagne pour administrer ses domaines. Leur résidence primitive semble être une ville désignée dans les textes sous le nom de Rheda, ancêtre de l'actuelle Rennes-le-Château. Les raisons de ce choix s'éclairent si l'on considère, d'une part la position topographique de la place et, d'autre part, la composition du comté du Razès. Rheda se situait au centre d'un ensemble beaucoup plus étendu que le pays actuel puisqu'il était constitué par le Bas-Razès, une partie du Lauragais et de la Piège, le Quillanais, la région de Peyrepertuse, le Fenouillèdes, le Donezan et le Conflent.

#### La première dynastie
Le premier comte particulier du Razès dont le nom nous soit parvenu, Guillaume de Gellone, valeureux compagnon de Charlemagne qui participe à la bataille de Roncevaux, aux côtés de Roland, administre un territoire libre de toute présence sarrasine et indépendant du comté de Narbonne. Ensuite, c'est Berà I, que l'on dit fils de Guillaume de Gellone, mais plus probablement issu de l'aristocratie wisigothe locale, qui porte le titre.
Le fils de Berà, Argila comte en 830, vend en 845, une partie du pays de Sault, dépendant du Razès à son propre fils, Béra II, lequel acquiert l'année suivante le titre du comte de Razès moyennant une forte somme. À la suite des luttes intestines qui suivent la mort du roi Louis le Pieux, Bera II, ayant pris le parti de Pépin II d'Aquitaine, ait été dépouillé de tous ses domaines par Charles le Chauve pour félonie. 

#### La deuxième dynastie
Vers le milieu du IXe siècle, le comté passe aux mains des Bellonides, gouverneurs de Carcassonne. Cette famille est à l'origine de la puissante dynastie des comtes de Carcassonne et de Razès. Les deux fils d'Oliba Ier se partagent la succession en 870, Oliba II héritant du comté de Carcassonne et Acfred Ier de celui de Razès. Les frères entretiennent des relations agitées car c'est tantôt le nom de l'un, tantôt de l'autre, qui apparait dans les divers actes de la fin du IXe siècle. Vers 874, le Razès perd définitivement le territoire du Fenouillèdes et Capcir au profit du comte de Cerdagne Miron II (une autre hypothèse place ce rattachement plus tard, vers 950), ainsi que très certainement le Perapertusès et le Pays de Sault.
Après la mort d'Acfred Ier, en 905, l'histoire du comté sombre pour un temps dans les ténébres. Ses fils meurent sans descendance en 927 et 928 et que le pays revient aux fils d'Oliba II, comte de Carcassonne : Bencion et Acfred II, ce dernier exerce la charge comtale en Razès. Lors de son décès en 934, sa fille unique Arsinde, unie à Arnaud, comte de Comminges, vers 942, transmet la comté de Razès, dont elle est l'héritière, à la puissante famille de son époux. Arsinde donne le jour à trois enfants : Roger dit le Vieux, devient comte de Carcassonne et hérite d'une partie du Razès ; Eudes, son frère cadet, reçoit en héritage la majorité du Razès; Raymond entre en possession du Comminges. À la fin du Xe siècle, une guerre intervient entre les comtes Roger et Eudes d'une part, et Oliba Cabreta, comte de Cerdagne, d'une autre part. Elle provoque l'amputation de la partie méridionale du Razès, le Capcir, le pays de Sault, le Peypertusès et le Donezan étant rattachés au comté de Cerdagne, puis à la maison comtale de Barcelone.
Roger le Vieux meurt vers 1012.

#### La succession épineuse de Roger le Vieux
La situation se complique alors car le fils de ce dernier, Raymond, meurt avant son père. Il laisse cinq enfants dont deux fils : d'une part Pierre Raymond, qui hérite de la plus grande partie du comté de Carcassonne et d'autre part Guillaume Raymond, auquel lui revient le Razès.
Or le testament de Roger le Vieux, à la suite de la mort prématurée du fils aîné, ne semble pas avoir été respecté à la lettre, les enfants de celui-ci ayant été exclus de la succession paternelle par leur oncle, Pierre. Ce dernier jouit paisiblement des comtés de Carcassonne et du Razès jusqu'à sa mort vers 1050. La descendance de Pierre s'éteint, les comtés reviennent aux trois enfants de Guillaume Raymond, à savoir Raymond, Pierre et Bernard. L'aîné, Raymond meurt en 1052, ses deux frères héritent du Razès et du Carcassonnais mais ils disparaissent sans postérité et leurs biens échoient en toute équité, à leurs parents mâles les plus proches, les fils de Roger de Foix.

#### Ermengarde et l'ascension des Trencavel
L'intérêt se reporte alors sur Ermengarde, arrière-petite-fille de Roger le Vieux et cousine germaine du comte défunt. Très entreprenante et d'un caractère ambitieux, après avoir épousé Raymond Bernard Trencavel, vicomte d'Albi, elle intrigue pour recueillir l'héritage au détriment de ses cousins de Foix. Dans ce but elle vend, en 1067, les domaines de Carcassonne et du Razès aux comtes de Barcelone. La même année, Guillaume, comte de Cerdagne, cède à Raimond-Bérenger Ier, comte de Barcelone, ses prétentions sur le comté du Razès. Ce dernier en 1068, fait à son tour cession à Raymond Bernard Trencavel, l'honneur de ce même comté, à titre de vicomte. Le calcul d'Ermengarde s'avère payant puisque la maison de Foix n'ose s'attaquer à de si puissants protecteurs. La venue du comte de Barcelone à Carcassonne en 1071 prouve que le catalan se considérait comme comte du Razès à part entière. Mais en 1082, son fils aîné Ramon Berenguer II est assassiné, ne laissant pour lui succéder qu'un fils très jeune. Pendant la minorité de celui-ci, des troubles éclatent dans le Razès et le Carcassonnais, c'est le moment que choisissent Ermengarde et son fils Bernard Aton pour reprendre militairement possession des pays vendus douze ans plus tôt.
Ermengarde administre alors le Carcassonnais et le Razès, les pays Nimois et Biterrois, ainsi que le Nord-Narbonnais. Bernard Aton assoit sa domination en signant avec Roger II, comte de Foix, un traité par lequel celui-ci abandonne ses droits sur le comté du Razès.
Vers 1123, Bernard Aton est chassé de Carcassonne, sans doute à l'instigation de Ramon Berenguer III, amis, grâce à l'appui du comte de Toulouse, Alphonse Jourdain, exilé en Provence et désireux de reprendre sa capitale, alors aux mains de Guillaume d'Aquitaine, il parvient à récupérer la place en 1124. C'est le traité de partage de la Provence entre les comtes de Barcelone et de Toulouse, en 1125, qui met fin aux hostilités. Lorsque Bernard Aton meurt, en 1130, il avait assuré la puissance des Trencavel. Son fils aîné, Roger Ier, obtient Carcassonne, le Razès, l'Albigeois. Alors que Raimond Trencavel reçoit Agde et Béziers et Bernard Aton II, le Nimois et le comté de Melgueil. Roger Ier meurt sans descendance en 1150 et lègue toutes ses possessions à Raimond Trencavel. Ce dernier est assassiné à Béziers en 1167. C'est son fils aîné, Roger II, qui lui succède et rend hommage au roi d'Aragon. Roger II décède en 1194 et lègue toutes ses possessions à Raimond-Roger Trencavel, mais c'est Bertrand de Saissac, tuteur légal du jeune héritier qui allait assurer le pouvoir pendant 10 ans.

## La fin du comté du Razès
En 1209 et 1210, la croisade contre les Albigeois sème la terreur sur la région et Simon de Montfort s'empare d'une grande partie du Languedoc. Il laisse le Razès à son fidèle lieutenant Lambert de Thurey.
En juin 1220, Roger-Bernard II de Foix et son demi-frère Loup de Foix « libèrent » le Razès. Par une charte du 17 juin 1227, Trencavel place Limoux et « patria Redensis » ([ma] patrie du Razès) sous la protection de Roger de Foix. Mais l'intervention royale brise tous les espoirs de Trencavel et le Razès retombe dans les mains des seigneurs français et de leurs vassaux (de Thurey, les Voisins, l'abbaye de Lagrasse et l'archevêque de Narbonne).
En 1230, le Razès est définitivement inféodé à Pierre II de Voisins, époux de Mahaut de Thurey, fille de Lambert de Thurey, le compagnon d'armes de Simon de Montfort.
Durant l'été 1240, Raimond II Trencavel tente de reprendre possession de sa « patrie du Razès ». À l'annonce de son approche, les habitants lui ouvrent Limoux, Montréal et toutes les autres places de la région. Mais, Trencavel est défait à Carcassonne et est contraint à l'exil.
Le comté du Razès cessa d'exister à partir de cette date avec l'intégration à la sénéchaussée de Carcassonne et à la province du Languedoc dans la couronne de France.